# Consistórios de Clemente XI
O Papa Clemente XI (r. 1700–1721) criou 69 cardeais em 15 consistórios:

## 17 de dezembro de 1703
1. Francesco Pignatelli , Theat., † 5 de dezembro de 1734

## 17 de maio de 1706
1. Francesco Martell † 28 de setembro de 1717
2. Gianalberto Badoardo † 17 de maio de 1714
3. Lorenzo Casoni † 19 de novembro de 1720
4. Lorenzo Corsini (Futuro Papa Clemente XII) † 6 de fevereiro de 1740
5. Lorenzo Maria Fieschi † 1 de maio de 1726
6. Francesco Acquaviva d'Aragona † 9 de janeiro de 1725
7. Tommaso Ruffo † 16 de fevereiro de 1753
8. Orazio Filippo Spada † 28 de junho de 1724
9. Filippo Antonio Gualterio † 21 de abril de 1728
10. Christian August von Sachsen-Zeitz † 22 de agosto de 1725
11. Rannuzio Pallavicino † 30 de junho de 1712
12. Carlo Colonna † 8 de julho de 1739
13. Giandomenico Paracciani † 9 de maio de 1721
14. Alessandro Caprara † 9 de junho de 1711
15. Joseph-Emmanuel de la Trémoille † 10 de janeiro de 1720
16. Pietro Priuli † 28 de janeiro de 1728
17. Nicola Grimaldi † 25 de outubro 1717
18. Carlo Agostino Fabroni † 19 de setembro de 1727

### in pectore
1. Giuseppe Vallemani (publicado em 1 de agosto de 1707) † 15 de dezembro de 1725

Gabriele Filipucci recusou a promoção ao cardinalato.

## 7 de junho de 1706
1. Michelangelo Conti (Futuro Papa Inocêncio XIII) † 7 de março de 1724

## 1 de agosto de 1707
1. Charles-Thomas Maillard De Tournon † 8 de junho de 1710

### RevelaçãoIn pecture
1. Giuseppe Vallemani, (in pectore 17 de maio de 1706)

## 15 de abril de 1709
1. Ulisse Giuseppe Gozzadini † 20 de março de 1728

### in pectore
1. Antonio Francesco Sanvitale (publicado em 22 de julho de 1709) † 17 de dezembro de 1714

## 22 de julho de 1709

### RevelaçãoIn pecture
1. Antonio Francesco Sanvitale, (in pectore 15 de abril de 1709)

## 23 de dezembro de 1711
1. Annibale Albani † 21 de outubro de 1751

## 18 de maio de 1712
1. Gianantonio Davia † 11 de janeiro de 1740
2. Agostino Cusani † 27 de dezembro de 1730
3. Giulio Piazza † 23 de abril de 1726
4. Antonio Felice Zondadari † 23 de novembro de 1737
5. Armand Gaston Maximilien den Rohan-Soubise † 19 de julho de 1749
6. Nuno da Cunha e Ataíde † 3 de dezembro de 1750
7. Wolfgang Hannibal von Schrattenbach † 22 de julho de 1738
8. Luigi Priuli † 15 de março de 1720
9. Giuseppe Maria Tomasi di Lampedusa, Theat. † 1 de janeiro de 1713
10. Giovanni Battista Tolomei, SJ - † 19 de janeiro de 1726
11. Francesco Maria Casini, OFMCap. † 14 de fevereiro de 1719

### in pectore
1. Lodovico Pico della Mirandola (publicado em 26 de setembro de 1712)  † 10 de agosto de 1743
2. Giovanni Battista Bussi (publicado em 26 de setembro de 1712)  † 23 de dezembro de 1726
3. Pier Marcellino Corradini (publicado em 26 de setembro de 1712) † 8 de fevereiro de 1743
4. Curzio Origo (publicado em 26 de setembro de 1712) (recebeu o título em 21 de novembro de 1712) † 18 de março de 1737
5. Manuel Arias y Porres (publicado em 30 de janeiro de 1713) † 16 de novembro de 1717
6. Benito de Sala y de Caramany (publicado em 30 de janeiro de 1713) † 2 de julho de 1715
7. Melchior de Polignac (publicado em 30 de janeiro de 1713) † 20 de novembro de 1741

## 26 de setembro de 1712

### RevelaçãoIn pecture
1. Lodovico Pico della Mirandola (in pectore 18 de maio de 1712)  † 10 de agosto de 1743
2. Giovanni Battista Bussi (in pectore 18 de maio de 1712)  † 23 de dezembro de 1726
3. Pier Marcellino Corradini (in pectore 18 de maio de 1712) † 8 de fevereiro de 1743
4. Curzio Origo (in pectore 18 de maio de 1712) † 18 de março de 1737

## 30 de janeiro de 1713
1. Benedetto Erba-Odescalchi † 13 de dezembro de 1740

### in pectore
1. Damian Hugo Philipp von Schönborn Bushein (publicado em 29 de maio de 1715) † 19 de agosto de 1743

### RevelaçãoIn pecture
1. Manuel Arias y Porres (in pectore 18 de maio de 1712) † 16 de novembro de 1717
2. Benito de Sala y de Caramany (in pectore 18 de maio de 1712) † 2 de julho de 1715
3. Melchior de Polignac (in pectore 18 de maio de 1712) † 20 de novembro de 1741

## 6 de maio de 1715
1. Fabio Olivieri † 9 de fevereiro de 1738

### RevelaçãoIn pecture
1. Damian Hugo Philipp von Schönborn Bushein (in pectore 30 de janeiro de 1713) † 19 de agosto de 1743

## 29 de maio de 1715
1. Henri Pons de Thiard de Bissy † 26 de julho de 1737

### in pectore
1. Innico Caracciolo (publicado em 16 de dezembro de 1715) † 6 de setembro de 1730
2. Bernardino Scotti (publicado em 16 de dezembro de 1715) † 16 de novembro de 1726
3. Carlo Maria Marini (publicado em 16 de dezembro de 1715) † 16 de janeiro de 1747

## 16 de dezembro de 1715
1. Nicolò Caracciolo † 7 de fevereiro de 1728
2. Giovanni Patrizi † 31 de julho de 1727
3. Ferdinando Nuzzi † 1 de dezembro de 1717
4. Nicola Gaetano Spinola † 12 de abril de 1735

### RevelaçãoIn pecture
1. Innico Caracciolo (in pectore 29 de maio de 1715) † 6 de setembro de 1730
2. Bernardino Scotti (in pectore 29 de maio de 1715) † 16 de novembro de 1726
3. Carlo Maria Marini (in pectore 29 de maio de 1715) † 16 de janeiro de 1747

## 15 de março de 1717
1. Giberto Bartolomeo Borromeo † 22 de janeiro de 1740

## 12 de julho de 1717
1. Giulio Alberoni † 26 de junho de 1752

### in pectore
1. Imre Csáky (publicado em 1 de outubro de 1717) † 28 de agosto de 1732

## 1 de outubro de 1717

### RevelaçãoIn pecture
1. Imre Csáky (in pectore 12 de julho de 1717) † 28 de agosto de 1732

## 29 de novembro de 1719
1. Léon Potier de Gesvres † 12 de novembro de 1744
2. François de Mailly † 13 de setembro de 1721
3. Giorgio Spinola † 17 de janeiro de 1739
4. Cornélio Bentivoglio † 30 de dezembro de 1732
5. Thomas Philip Wallrad d'Alsace-Boussut de Chimay † 5 de janeiro de 1759
6. Luis Antonio Belluga y Moncada, CO,  † 22 de fevereiro de 1743
7. José Pereira de Lacerda † 28 de setembro de 1738
8. Michael Friedrich Althan† 20 de junho de 1734
9. Giovanni Battista Salerni, SJ † 30 de janeiro de 1729

### in pectore
1. Giovanni Francesco Barbarigo  (publicado em 30 de setembro de 1720) † 26 de janeiro de 1730

## 30 de setembro de 1720
1. Carlos de Borja y Centellas † 8 de agosto de 1733
2. Álvaro Cienfuegos Villazón, SJ  † 19 de agosto de 1739

### RevelaçãoIn pecture
1. Giovanni Francesco Barbarigo (in pectore 29 de novembro de 1719) † 26 de janeiro de 1730